# Hylexetastes
Genre
Hylexetastes est un genre de passereaux qui regroupe quatre espèces de passereaux appartenant à la famille des Furnariidae.
Dans la classification de Sibley-Ahlquist, ces espèces étaient classées dans la famille aujourd'hui obsolète des Dendrocolaptidae.

## Liste des espèces
D'après la classification de référence (version 14.1, 2024) du Congrès ornithologique international (ordre phylogénique) :
- Hylexetastes perrotii – Grimpar de Perrot
- Hylexetastes uniformis – Grimpar uni
- Hylexetastes stresemanni – Grimpar de Stresemann